# Сигизмунд Прусский
Вильгельм Виктор Карл Август Генрих Сигизмунд Прусский (нем. Wilhelm Viktor Karl August Heinrich Sigismund von Preußen; 27 ноября 1896, Киль, Пруссия — 14 ноября 1978, Пунтаренас) — принц Прусский, второй сын принца Генриха Прусского и его жены, принцессы Ирены Гессенской и Рейнской. Племянник императора Вильгельма II и российской императрицы Александры Фёдоровны.

## Биография
Сигизмунд родился в Кильском дворце, где находилась резиденция его отца, адмирала. Он был единственным из детей принцессы Ирены, который не унаследовал от матери гемофилию. До начала Первой мировой войны Сигизмунд учился в кильской школе и незамедлительно записался на фронт добровольцем, но получил отказ ввиду возраста и обучался на матроса-артиллериста. В мае 1915 года был направлен на службу артиллеристом во Фландрию, но вскоре перешёл на флот вахтенным офицером на подводной лодке.
По окончании войны и ликвидации монархии Сигизмунд был вынужден выбрать себе гражданскую профессию. В 1919 году получил аттестат об окончании школы, чтобы впоследствии получить экономическое образование в Гамбурге.
В 1922 году официально распустил свой двор и отправился по делам собственной компании в Гватемалу, где руководил работой на кофейной плантации. В 1928 году переехал в Коста-Рику, где занимался пчеловодством. Великая депрессия и Вторая мировая война существенно отразились на его финансовом положении.

## Брак
11 июля 1919 года он женился на принцессе Шарлотте Саксен-Альтенбургской (4 марта 1899 — 16 февраля 1989), старшей дочери Эрнста II, герцога Саксен-Альтенбургского. У них было двое детей:
- Альфред Фридрих Эрнст Генрих Конрад Прусский (17 август 1924 — 3 июня 2013), женился на Маритце Фаркаш (6 августа 1929 — 1 ноября 1996 года), детей нет.
- Ирена Барбара Адельхайд Виктория Элизабет Батильда Прусская (2 августа 1920 — 31 мая 1994), вышла замуж за герцога Людвига Мекленбург-Шверинского и имела детей:
  - Доната Мекленбург-Шверинская (р. 11 марта 1956), вышла замуж за Александра фон Солодкофф, дети:
    - Тира фон Солодкофф (р. 12 октября 1989)
    - Аликс фон Солодкофф (р. 17 марта 1992)
    - Алексис фон Солодкофф (р. 8 декабря 1994)

  - Эдвина Мекленбург-Шверинская (р. 25 сентября 1960), вышла замуж за Конрада фон Посерн и имела детей:
    - Людвиг Леопольд Бернхард Георг Мария фон Посерн (р. 27 февраля 1996)
    - Пол Фридрих Христиан Фабиан Мария фон Посерн (р. 14 июня 1997)
    - Фердинанд Иоганн Альбрехт Мария фон Посерн (р. 19 июня 1999)

## Награды
- Орден Чёрного орла[3]
- Орден Красного орла, большой крест[3]
- Орден Короны (Пруссия) 1-го класса[3]
- Королевский орден дома Гогенцоллернов, большой командорский крест[3]
- Княжеский орден дома Гогенцоллернов, почетный крест 1-го класса[3]
- Железный крест 2-го класса

## Галерея

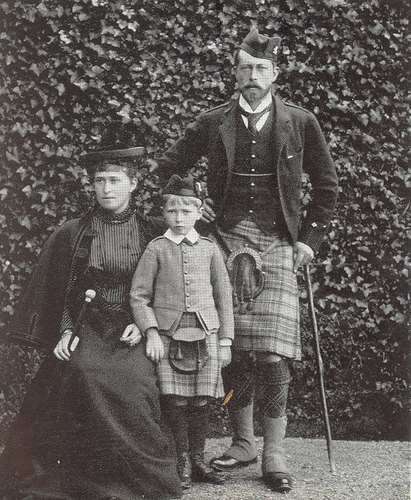
Сигизмунд с родителями (1905).
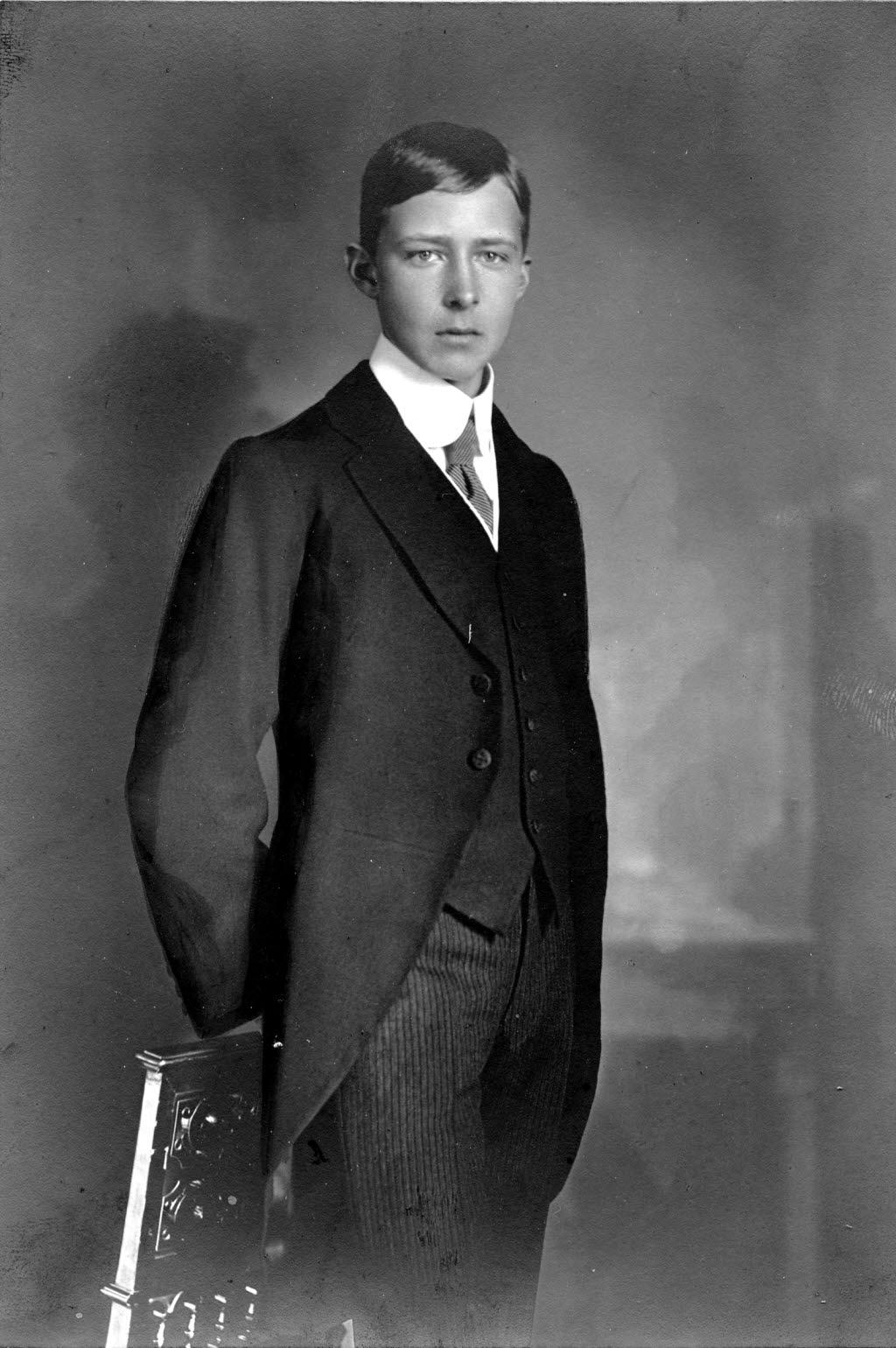
Сигизмунд в 1913 году.
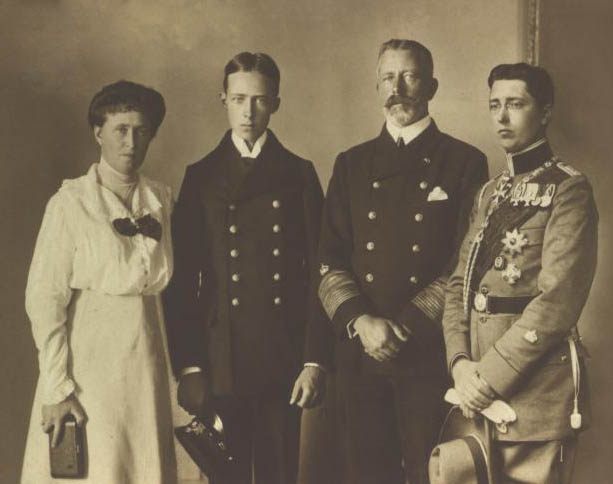
Сигизмунд (второй слева) с родителями и старшим братом Вальдемаром.
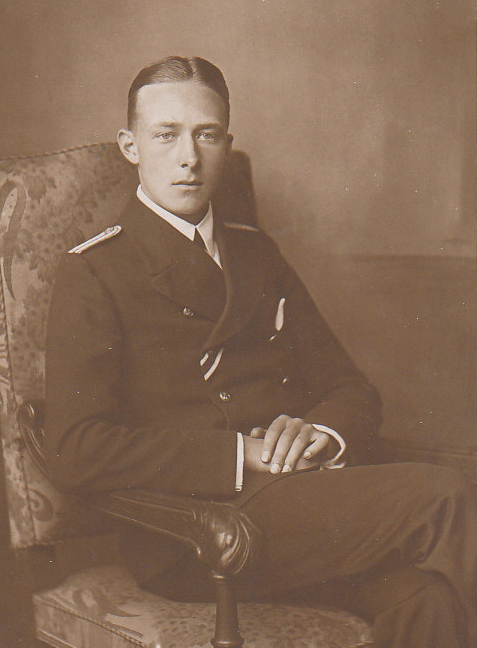
Сигизмунд во время Первой мировой войны.